# Lac Grand
Pour les articles homonymes, voir Grand.
Le lac Grand (en anglais : Grand Lake) est le lac naturel le plus grand et le plus profond de l'État américain du Colorado. Partie des Grands Lacs du Colorado, il est situé à une altitude de 2 552 m dans le comté de Grand.